# کوشوتیچی
کوشوتیچی (به لاتین: Košutići) یک منطقهٔ مسکونی در مونته‌نگرو است که در شهرداری آندریژویکا واقع شده‌است. کوشوتیچی ۱۲۰ نفر جمعیت دارد.